# Дурачка река
 Тази статия е за реката.  За селото вижте Дурачка река (село).  
Дурачка река (изписване до 1945 Дурачка рѣка, на македонска литературна норма: Дурачка Река) е река в североизточната част на Северна Македония, ляв приток на Крива река.
Дурачка река извира под връх Костадиници в източната част на планината Осогово и тече на север. При едноименното село Дурачка река приема водите на Станечката река, извираща изпод Царев връх. Реката се влива в Крива река при град Крива паланка. Общата дължина на реката е 15 километра.
Областта по течението на Дурачката, Станечката и притока ѝ Козя река се нарича също Дурачка река. В нея влизат селата – Дурачка река, Бъс, Станци и Кошари.